# Escama anal

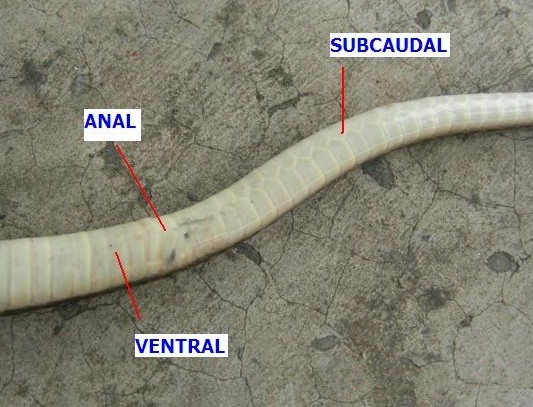
Parte inferior de Amphiesma stolatum

En las serpientes, la escama anal está justo enfrente y cubriendo la abertura cloacal. Esta escama puede ser simple ("entero anal") o emparejada ("anal dividida"). Cuando se empareja, la división es oblicua. La escama anal está precedida por las escamas ventrales y seguida por las escamas subcaudales.

## Escamas relacionadas
- Escamas ventrales
- Escamas subcaudales